# Megachile ardua
Megachile ardua är en biart som beskrevs av Mitchell 1930. Megachile ardua ingår i släktet tapetserarbin, och familjen buksamlarbin. Inga underarter finns listade i Catalogue of Life.